# Liste der Nummer-eins-Hits in den Niederlanden (1995)
Dies ist eine Liste der Nummer-eins-Hits in den Niederlanden im Jahr 1995. Sie basiert auf den Nederlandse-Top-40-Singlecharts von Radio 538 und den Dutch Album Top 100.
In diesem Jahr gab es 12 Nummer-eins-Singles und 17 Nummer-eins-Alben.

## Singles
| ← 1994 ← | Liste der Nummer-eins-Hits in den Niederlanden | Liste der Nummer-eins-Hits in den Niederlanden | Liste der Nummer-eins-Hits in den Niederlanden | 1996 →                    |
| \| Zeitraum \| Wo. ges. \| Interpret \| Titel Autor(en) \| Zusätzliche Informationen \| \| (Zeitraum, Wochen auf Platz eins, Interpret, Titel, Autor[en], zusätzliche Informationen) \| \| \| \| \| \| ----------------------------------------------------------------------------------------- \| -------- \| ------------------------ \| --------------------------------------------------------------------------------------------------------------------------------------------------------------------------------- \| ------------------------- \| \| 24. Dezember 1994 – 20. Januar 1995 4 Wochen \| 4 \| Hermes House Band \| I Will Survive Dino George Fekaris, Frederick James Perren \| – \| \| 21. Januar 1995 – 27. Januar 1995 1 Woche \| 1 \| Marco Borsato \| Waarom nou jij Musik: Riccardo Vincent Cocciante, Marco Luberti; Originaltext: Paolo Amerigo Cassella; niederländischer Text: Henri C.G. Kooreneef, Leo Driessen \| – \| \| 28. Januar 1995 – 10. März 1995 6 Wochen \| 6 \| Irene Moors & de Smurfen \| No Limit Musik: Phil Wilde, Jean-Paul Henriette Coster; Originaltext: Anita D. Dels, Raymond L. Slijngaard; niederländischer Text: Arie van de Berg, Hans Plumeau, Henk van Galen \| – \| \| 11. März 1995 – 14. April 1995 5 Wochen \| 5 \| Gompie \| Alice, Who the X Is Alice Nicky Chinn, Michael Donald Chapman \| – \| \| 15. April 1995 – 5. Mai 1995 3 Wochen \| 3 \| Céline Dion \| Think Twice Andrew Gerard Hill, Peter John Sinfield \| – \| \| 6. Mai 1995 – 14. Juli 1995 10 Wochen \| 10 \| Vangelis \| Conquest of Paradise Evangelos Odysseas Papathanassiou \| – \| \| 15. Juli 1995 – 4. August 1995 3 Wochen \| 3 \| Technohead \| I Wanna Be a Hippy Lee Newman, Michael John Wells \| – \| \| 5. August 1995 – 11. August 1995 1 Woche \| 1 \| Clouseau \| Passie Koen Wauters \| – \| \| 12. August 1995 – 22. September 1995 6 Wochen (insgesamt 7) \| 7 \| Guus Meeuwis & Vagant \| Het is een nacht … (levensecht) Gustaaf S. M. Meeuwis \| – \| \| 23. September 1995 – 27. Oktober 1995 5 Wochen \| 5 \| Höllenboer \| Het busje komt zo Gerardus J. A. Oosterlaar, Bas van den Toren \| – \| \| 28. Oktober 1995 – 3. November 1995 1 Woche (insgesamt 7) \| 7 \| Guus Meeuwis \| Het is een nacht … (levensecht) Gustaaf S. M. Meeuwis \| – \| \| 4. November 1995 – 8. Dezember 1995 5 Wochen \| 5 \| Coolio feat. L. V. \| Gangsta’s Paradise Stevie Wonder, Artis L. Ivey Jr., Douglas B. Rasheed, Larry James Sanders \| – \| \| 9. Dezember 1995 – 2. Februar 1996 8 Wochen \| 8 \| Linda, Roos & Jessica \| Ademnood Jochem Fluitsma, Eric J. van Tijn \| – \| |                                                |                                                | |                           |
| ← 1994 |                                                |                                                | | → 1996 →                  |
| Zeitraum | Wo. ges.                                       | Interpret                                      | Titel Autor(en) | Zusätzliche Informationen |
| (Zeitraum, Wochen auf Platz eins, Interpret, Titel, Autor[en], zusätzliche Informationen) |                                                |                                                | |                           |
| 24. Dezember 1994 – 20. Januar 1995 4 Wochen | 4                                              | Hermes House Band                              | I Will Survive Dino George Fekaris, Frederick James Perren | –                         |
| 21. Januar 1995 – 27. Januar 1995 1 Woche | 1                                              | Marco Borsato                                  | Waarom nou jij Musik: Riccardo Vincent Cocciante, Marco Luberti; Originaltext: Paolo Amerigo Cassella; niederländischer Text: Henri C.G. Kooreneef, Leo Driessen                  | –                         |
| 28. Januar 1995 – 10. März 1995 6 Wochen | 6                                              | Irene Moors & de Smurfen                       | No Limit Musik: Phil Wilde, Jean-Paul Henriette Coster; Originaltext: Anita D. Dels, Raymond L. Slijngaard; niederländischer Text: Arie van de Berg, Hans Plumeau, Henk van Galen | –                         |
| 11. März 1995 – 14. April 1995 5 Wochen | 5                                              | Gompie                                         | Alice, Who the X Is Alice Nicky Chinn, Michael Donald Chapman | –                         |
| 15. April 1995 – 5. Mai 1995 3 Wochen | 3                                              | Céline Dion                                    | Think Twice Andrew Gerard Hill, Peter John Sinfield | –                         |
| 6. Mai 1995 – 14. Juli 1995 10 Wochen | 10                                             | Vangelis                                       | Conquest of Paradise Evangelos Odysseas Papathanassiou | –                         |
| 15. Juli 1995 – 4. August 1995 3 Wochen | 3                                              | Technohead                                     | I Wanna Be a Hippy Lee Newman, Michael John Wells | –                         |
| 5. August 1995 – 11. August 1995 1 Woche | 1                                              | Clouseau                                       | Passie Koen Wauters | –                         |
| 12. August 1995 – 22. September 1995 6 Wochen (insgesamt 7) | 7                                              | Guus Meeuwis & Vagant                          | Het is een nacht … (levensecht) Gustaaf S. M. Meeuwis | –                         |
| 23. September 1995 – 27. Oktober 1995 5 Wochen | 5                                              | Höllenboer                                     | Het busje komt zo Gerardus J. A. Oosterlaar, Bas van den Toren | –                         |
| 28. Oktober 1995 – 3. November 1995 1 Woche (insgesamt 7) | 7                                              | Guus Meeuwis                                   | Het is een nacht … (levensecht) Gustaaf S. M. Meeuwis | –                         |
| 4. November 1995 – 8. Dezember 1995 5 Wochen | 5                                              | Coolio feat. L. V.                             | Gangsta’s Paradise Stevie Wonder, Artis L. Ivey Jr., Douglas B. Rasheed, Larry James Sanders                                                                                      | –                         |
| 9. Dezember 1995 – 2. Februar 1996 8 Wochen | 8                                              | Linda, Roos & Jessica                          | Ademnood Jochem Fluitsma, Eric J. van Tijn | –                         |

## Alben
| ← 1994 ← | Liste der Nummer-eins-Hits in den Niederlanden | Liste der Nummer-eins-Hits in den Niederlanden | Liste der Nummer-eins-Hits in den Niederlanden | 1996 →                    |
| \| Zeitraum \| Wo. ges. \| Interpret \| Titel \| Zusätzliche Informationen \| \| (Zeitraum, Wochen auf Platz eins, Interpret, Titel, zusätzliche Informationen) \| \| \| \| \| \| ------------------------------------------------------------------------------ \| -------- \| ------------------------ \| ----------------------------------------- \| ------------------------- \| \| 10. Dezember 1994 – 3. Februar 1995 8 Wochen (insgesamt 19) \| 19 \| André Rieu \| Strauß & Co \| – \| \| 4. Februar 1995 – 24. Februar 1995 3 Wochen \| 3 \| Irene Moors & de Smurfen \| Ga mee naar Smurfenland \| – \| \| 25. Februar 1995 – 19. Mai 1995 12 Wochen (insgesamt 19) \| 19 \| André Rieu \| Strauß & Co \| – \| \| 20. Mai 1995 – 26. Mai 1995 1 Woche \| 1 \| Take That \| Nobody Else \| – \| \| 27. Mai 1995 – 16. Juni 1995 3 Wochen \| 3 \| Vangelis \| 1492: Conquest of Paradise (Soundtrack) \| – \| \| 17. Juni 1995 – 23. Juni 1995 1 Woche \| 1 \| Pink Floyd \| Pulse \| – \| \| 24. Juni 1995 – 30. Juni 1995 1 Woche \| 1 \| René Froger \| Live in Concert \| – \| \| 1. Juli 1995 – 21. Juli 1995 3 Wochen \| 3 \| Michael Jackson \| HIStory – Past, Present and Future Book I \| – \| \| 22. Juli 1995 – 4. August 1995 2 Wochen \| 2 \| Bon Jovi \| These Days \| – \| \| 5. August 1995 – 29. September 1995 8 Wochen \| 8 \| Clouseau \| Oker \| – \| \| 30. September 1995 – 6. Oktober 1995 1 Woche \| 1 \| Lenny Kravitz \| Circus \| – \| \| 7. Oktober 1995 – 20. Oktober 1995 2 Wochen \| 2 \| Céline Dion \| D’eux \| – \| \| 21. Oktober 1995 – 27. Oktober 1995 1 Woche (insgesamt 5) \| 5 \| Marco Borsato \| Als geen ander \| – \| \| 28. Oktober 1995 – 3. November 1995 1 Woche \| 1 \| Mariah Carey \| Daydream \| – \| \| 4. November 1995 – 10. November 1995 1 Woche \| 1 \| BZN (Band Zonder Naam) \| ’Round the Fire \| – \| \| 11. November 1995 – 24. November 1995 2 Wochen (insgesamt 7) \| 7 \| André Rieu \| Wiener Melange \| – \| \| 25. November 1995 – 8. Dezember 1995 2 Wochen \| 2 \| Queen \| Made in Heaven \| – \| \| 9. Dezember 1995 – 15. Dezember 1995 1 Woche \| 1 \| The Beatles \| Anthology 1 \| – \| \| 16. Dezember 1995 – 26. Januar 1996 6 Wochen (insgesamt 7) \| 7 \| André Rieu \| Wiener Melange \| – \| |                                                |                                                |                                                |                           |
| ← 1994 |                                                |                                                |                                                | → 1996 →                  |
| Zeitraum | Wo. ges.                                       | Interpret                                      | Titel                                          | Zusätzliche Informationen |
| (Zeitraum, Wochen auf Platz eins, Interpret, Titel, zusätzliche Informationen) |                                                |                                                |                                                |                           |
| 10. Dezember 1994 – 3. Februar 1995 8 Wochen (insgesamt 19) | 19                                             | André Rieu                                     | Strauß & Co                                    | –                         |
| 4. Februar 1995 – 24. Februar 1995 3 Wochen | 3                                              | Irene Moors & de Smurfen                       | Ga mee naar Smurfenland                        | –                         |
| 25. Februar 1995 – 19. Mai 1995 12 Wochen (insgesamt 19) | 19                                             | André Rieu                                     | Strauß & Co                                    | –                         |
| 20. Mai 1995 – 26. Mai 1995 1 Woche | 1                                              | Take That                                      | Nobody Else                                    | –                         |
| 27. Mai 1995 – 16. Juni 1995 3 Wochen | 3                                              | Vangelis                                       | 1492: Conquest of Paradise (Soundtrack)        | –                         |
| 17. Juni 1995 – 23. Juni 1995 1 Woche | 1                                              | Pink Floyd                                     | Pulse                                          | –                         |
| 24. Juni 1995 – 30. Juni 1995 1 Woche | 1                                              | René Froger                                    | Live in Concert                                | –                         |
| 1. Juli 1995 – 21. Juli 1995 3 Wochen | 3                                              | Michael Jackson                                | HIStory – Past, Present and Future Book I      | –                         |
| 22. Juli 1995 – 4. August 1995 2 Wochen | 2                                              | Bon Jovi                                       | These Days                                     | –                         |
| 5. August 1995 – 29. September 1995 8 Wochen | 8                                              | Clouseau                                       | Oker                                           | –                         |
| 30. September 1995 – 6. Oktober 1995 1 Woche | 1                                              | Lenny Kravitz                                  | Circus                                         | –                         |
| 7. Oktober 1995 – 20. Oktober 1995 2 Wochen | 2                                              | Céline Dion                                    | D’eux                                          | –                         |
| 21. Oktober 1995 – 27. Oktober 1995 1 Woche (insgesamt 5) | 5                                              | Marco Borsato                                  | Als geen ander                                 | –                         |
| 28. Oktober 1995 – 3. November 1995 1 Woche | 1                                              | Mariah Carey                                   | Daydream                                       | –                         |
| 4. November 1995 – 10. November 1995 1 Woche | 1                                              | BZN (Band Zonder Naam)                         | ’Round the Fire                                | –                         |
| 11. November 1995 – 24. November 1995 2 Wochen (insgesamt 7) | 7                                              | André Rieu                                     | Wiener Melange                                 | –                         |
| 25. November 1995 – 8. Dezember 1995 2 Wochen | 2                                              | Queen                                          | Made in Heaven                                 | –                         |
| 9. Dezember 1995 – 15. Dezember 1995 1 Woche | 1                                              | The Beatles                                    | Anthology 1                                    | –                         |
| 16. Dezember 1995 – 26. Januar 1996 6 Wochen (insgesamt 7) | 7                                              | André Rieu                                     | Wiener Melange                                 | –                         |

## Jahreshitparaden
| ← 1994 ← | Liste der Nummer-eins-Hits in den Niederlanden | Liste der Nummer-eins-Hits in den Niederlanden   | Liste der Nummer-eins-Hits in den Niederlanden | 1996 →   |
| \| Singles \| Position# \| Alben \| \| ------------------------------------------------------------------------------------------------------------------------------- \| --------- \| ------------------------------------------------ \| \| Het is een nacht … (levensecht) Guus Meeuwis & Vagant Gustaaf S. M. Meeuwis \| 1 \| Strauß & Co André Rieu \| \| Conquest of Paradise Vangelis Evangelos Odysseas Papathanassiou \| 2 \| Ga mee naar Smurfenland Irene Moors & de Smurfen \| \| Think Twice Céline Dion Andrew Gerard Hill, Peter John Sinfield \| 3 \| Marco Marco Borsato \| \| Passie Clouseau Koen Wauters \| 4 \| 1492: Conquest of Paradise (Soundtrack) Vangelis \| \| Sjeng aon de geng De Nachraove Musik: Slavko Avsenik, Vilko Avsenik; Text: Frans Theunisz \| 5 \| Greatest Hits Bruce Springsteen \| \| Pour que tu m’aimes encore Céline Dion Jean-Jacques Goldman \| 6 \| Smurf the House Irene Moors & de Smurfen \| \| Have You Ever Really Loved a Woman? Bryan Adams Michael Arnold Kamen, Bryan Adams, Robert John Lange \| 7 \| Oker Clouseau \| \| Omdat ik zo van je hou Gordon Original: Jean-Jacques Goldman; niederländischer Text: Belinda Anholt, Cornelis Willem Heuckeroth \| 8 \| The Colour of My Love Céline Dion \| \| Missing (The Remix EP) Everything but the Girl Ben Watt, Tracey Anne Thorn \| 9 \| Wiener Melange André Rieu \| \| Knockin’ Double Vision Caroline McCloskey, Pedro Cervero Brotons \| 10 \| Live in Concert René Froger \| |                                                |                                                  |                                                |          |
| ← 1994 |                                                |                                                  |                                                | → 1996 → |
| Singles | Position#                                      | Alben                                            |                                                |          |
| Het is een nacht … (levensecht) Guus Meeuwis & Vagant Gustaaf S. M. Meeuwis | 1                                              | Strauß & Co André Rieu                           |                                                |          |
| Conquest of Paradise Vangelis Evangelos Odysseas Papathanassiou | 2                                              | Ga mee naar Smurfenland Irene Moors & de Smurfen |                                                |          |
| Think Twice Céline Dion Andrew Gerard Hill, Peter John Sinfield | 3                                              | Marco Marco Borsato                              |                                                |          |
| Passie Clouseau Koen Wauters | 4                                              | 1492: Conquest of Paradise (Soundtrack) Vangelis |                                                |          |
| Sjeng aon de geng De Nachraove Musik: Slavko Avsenik, Vilko Avsenik; Text: Frans Theunisz | 5                                              | Greatest Hits Bruce Springsteen                  |                                                |          |
| Pour que tu m’aimes encore Céline Dion Jean-Jacques Goldman | 6                                              | Smurf the House Irene Moors & de Smurfen         |                                                |          |
| Have You Ever Really Loved a Woman? Bryan Adams Michael Arnold Kamen, Bryan Adams, Robert John Lange | 7                                              | Oker Clouseau                                    |                                                |          |
| Omdat ik zo van je hou Gordon Original: Jean-Jacques Goldman; niederländischer Text: Belinda Anholt, Cornelis Willem Heuckeroth | 8                                              | The Colour of My Love Céline Dion                |                                                |          |
| Missing (The Remix EP) Everything but the Girl Ben Watt, Tracey Anne Thorn | 9                                              | Wiener Melange André Rieu                        |                                                |          |
| Knockin’ Double Vision Caroline McCloskey, Pedro Cervero Brotons | 10                                             | Live in Concert René Froger                      |                                                |          |